# Freden i Lunéville
Freden i Lunéville blev sluttet den 9. februar 1801, da Joseph Bonaparte underskrev på vegne af Frankrig, mens greve Ludwig von Cobenzl (tidligere østrigsk ambassadør i København) underskrev på vegne af Østrig og Det tysk-romerske Rige.
På det europæiske fastland var Frankrig krigens vinder, mens Det tysk-romerske Rige var den store taber.

## Afslutning på Anden koalitionskrig
Den 25. marts 1802 sluttede Første franske republik også fred med Det Forenede Kongerige Storbritannien og Irland, der var Frankrigs anden hovedmodstander.
Dette skete ved Freden i Amiens, hvor Joseph Bonaparte skrev under for Frankrig, mens Charles Cornwallis skrev under for Storbritannien.
Tilsammen afsluttede de to fredstraktater den Anden koalitionskrig.

## Frankrigs kontrol med Nederlandene, Schweiz og Italien
I fredstraktaten anerkendtes Frankrigs kontrol med Nederlandene, Schweiz og Italien. Desuden blev Det tysk-romerske Rige tvunget til at afstå alt land på den venstre bred af Rhinen. Dvs. at områderne vest og syd for Rhinen blev indlemmet i Frankrig. Derved blev det legaliseret, at Belgien, det sydvestlige Nederlande, Luxembourg og Alsace-Lorraine var blevet franske.
Desuden blev en række rent tyske områder (hele Saarland, størstedelen af Rheinland-Pfalz og store dele af Nordrhein-Westfalen) omdannet til franske departementer.

## De små stater i Frankrig og Schweiz forsvinder
Efter freden konfiskerede (mediatiserede) den franske stat de tyske rigsridderes territorier på venstre bred af Rhinen. Det skete uden erstatning.
Det samme skete med de gejstlige stater og med de tidligere frie rigsstæder. Frankrig havde allerede sekulariseret det belgiske Fyrstbispedømmet Liège, og nu kom turen til det franske Fyrstærkebispedømmet Bisanz (Besançon ærkebispedømme), Chur bispedømme (i Graubünden i Schweiz) og Sitten bispedømme (i Wallis i Schweiz).

## De små stater i Tyskland forsvinder
Gennem «Slutrapporten fra den ekstraordinære rigsdeputation» i 1803 fik de tyske fyrster, der havde mistet områder vest for Rhinen erstatning. Dette skete ved, at de fleste mindre tyske stater blev indlemmede i større stater. De små stater blev mediatiserede eller sekulariserede.